# Mahina Paul
Pour les articles homonymes, voir Paul (patronyme).
Pas d'image ? Cliquez ici

a Compétitions nationales et continentales officielles uniquement.

b Matchs officiels uniquement.
Dernière mise à jour le 9 août 2024.
Mahina Paul, née le 19 avril 2001 à Whakatane (Nouvelle-Zélande), est une joueuse néo-zélandaise de rugby à XV et internationale néo-zélandaise de rugby à sept.

## Biographie
Mahina Paul naît le 19 avril 2001 à Whakatane en Nouvelle-Zélande.
Sa sœur, Mererangi Paul, est une joueuse internationale néo-zélandaise de rugby à XV.
Sélectionnée pour le tournoi féminin de rugby à sept aux Jeux olympiques d'été de 2024, organisés à Paris, Mahina Paul remporte la médaille d'or.